# Vampyrella
Vampyrella – rodzaj eukariotów należący do supergrupy Sar.
Przedstawiciele tego rodzaju poruszają się ruchem ślizgowym. Zmieniają wówczas kształt, który zasadniczo przypomina spłaszczoną kulę o przekroju od prawie idealnie kołowego po mniej więcej eliptyczny. Mają nibynóżki i cytoplazmę podzieloną na ektoplazmę i endoplazmę. Odżywiają się nitkowatymi glonami, przy czym V. lateritia wyłącznie z rodziny zrostnicowatych, a V. pendula wyłącznie z rodzaju uwikło. Sposób pobierania pokarmu jest złożony, obejmując m.in. tworzenie otworu w ścianie komórkowej ofiary i wchłanianie jej protoplastu w sposób przypominający wysysanie. 
Należą tutaj następujące gatunki:
- Vampyrella pendula Cienkowski, 1865[3]
- Vampyrella lateritia (Fresenius, 1856) Leidy, 1879[3]